# María José Jiménez Cortiñas
María José Jiménez Cortiñas (Orense, 1977) es una trabajadora social y activista feminista y antirracista española.

## Biografía
Comenzó a estudiar tardíamente a los 12 años en la ciudad de Orense, en el barrio de las Lagunas. Después de acabar secundaria y el bachillerato se trasladó a Salamanca, donde se diplomó primero en Trabajo Social en la Universidad Pontificia de Salamanca y posteriormente en Humanidades.
Ha sido trabajadora social en el ámbito de la integración de los gitanos, desarrollando su labor profesional primero en Vigo y posteriormente en Salamanca.
Políticamente inició su trayectoria en el Partido Popular, figurando en las listas para las elecciones locales en la ciudad de Orense de 1999, aunque no fue elegida concejala.
Años más tarde se afilió a Podemos, encabezando la candidatura de esta formación por la provincia de Salamanca en las elecciones generales de 2015, sin llegar a obtener escaño.
Fue vicepresidenta de la asociación Alikerando, de mujeres gitanas de Galicia y en la actualidad es presidenta de la asociación Gitanas Feministas por la Diversidad, de ámbito estatal.